# Blaga Aleksova
Blaga Aleksova (Tetovo, 24 de enero de 1922-Skopie, 12 de julio de 2007) fue una arqueóloga macedonia.

## Biografía
Se graduó de la escuela secundaria y estudió en el Departamento de Historia del Arte de la Universidad de los Santos Cirilo y Metodio en Skopje. Obtuvo su doctorado en arqueología medieval en 1958 en la Universidad de Lublin. En los años 1948-1950 trabajó como curadora en el Museo de la Ciudad de Skopje y luego, durante 15 años, dirigió el Departamento de Arqueología Medieval en el Museo Arqueológico. En 1962-1975 fue directora de este museo. En 1971 y 1983 fue becaria en Dumbarton Oaks. En los años 1975-1983 trabajó en el Instituto de Historia del Arte como profesora de arqueología medieval y paleocristiana. 
Entre 1952 y 1956 realizó una investigación en el área de Demir Kapija, donde descubrió las ruinas de una basílica paleocristiana reconocida como monumento de la historia macedonia. En 2011, se tomó la decisión de reconstruirlo. Como parte de proyectos de investigación yugoslavos-estadounidenses, realizó investigaciones en Bargali y Stobi. Durante el trabajo realizado en 1966-1971, se descubrieron en Bargala una basílica, un tanque de la ciudad y un complejo residencial. En 1975 realizó trabajos arqueológicos en el sitio arqueológico Kale en la desembocadura de los ríos Złetowska y Bregałnica, cerca de la ciudad de Krupiszte. Basado en la investigación, demostró que se estableció en Glagolitic Cyril y Methodius, aunque no todos los científicos están de acuerdo con su teorema. En 1981 realizó una investigación en Stobi en el área de investigación arqueológica anterior a la guerra, donde descubrió la basílica, que resultó ser la iglesia cristiana más antigua de Macedonia.
En 1983 se retiró. Desde 1997 fue miembro de la Academia de Ciencias y Artes de Macedonia.

## Publicaciones
- Episcopado en Bregałnica: Crkowen esloveno y Kulturno-prosweten centar wo Makedonija 1989[9]
- Estudios en las antigüedades de Stobi. Volumen III 1981 Coautor: James Wiseman[10]
- Prosek-Demir Kapija. Necrópolis eslovena y necrópolis eslovena en Makedonija Skopie 1966[11]
- Loca sanctorum Macedoniae = Kult na martirite vo Makedonija del IV al IX vek Skopje 1995[12]

## Reconocimientos
- En 2008, la Academia de Ciencias y Artes de Macedonia publicó el libro Spomenica posweten na Błaga Ałeksowa, miembro renovado de Makedonskata Akademija na Naukite i Umetnosti.[13]